# The Last Time
"The Last Time" é uma canção gravada pela cantora e compositora norte-americana Taylor Swift. Foi divulgada no Reino Unido a partir de 4 de Novembro de 2013 pela editora discográfica Big Machine Records como o sétimo e último single do quatro trabalho de estúdio da artista, Red (2012). O conceito para o tema surgiu após Swift ter expressado um desejo de trabalhar com uma vasta gama de produtores para o seu quarto trabalho de estúdio, tendo então entrado em contacto com o cantor Gary Lightbody, vocalista da banda britânica Snow Patrol, para que a ajudasse na composição de uma canção. O resultado final dessa interação foi "The Last Time", que acabou se tornando num dueto. Jacknife Lee, conhecido por inúmeros trabalhos com os Snow Patrol, auxiliou ambos artistas no processo de composição e ainda ficou encarregue da produção e arranjos.
Musicalmente, é um tema de rock alternativo influenciado por elementos de música folk cujas letras abordam um relacionamento amoroso tanto tumultuoso quanto pacífico. Vários membros da imprensa mediática especularam que o conteúdo lírico da canção abordaria o relacionamento amoroso curto que Swift teve com o actor norte-americano Jake Gyllenhaal. Em geral, o single foi recebido com opiniões positivas pela crítica especialista em música contemporânea, que elogiou o seu humor "obscuro" e produção "dramática", tendo inclusive sendo comparado à obra "Set the Fire to the Third Bar" (2006), produzida também por Lee e gravada pelos Snow Patrol.
Aquando do lançamento inicial de Red nos Estados Unidos, "The Last Time" fez a sua estreia na tabela musical Bubbling Under Hot 100 Singles no número 3. Além disso, alcançou um sucesso moderado na Europa, onde conseguiu se posicionar dentro das 20 melhores posições na tabela musical de singles da Irlanda. De modo a promover o lançamento do single no Reino Unido, Swift e Lightbody fizeram uma interpretação ao vivo do tema no programa de televisão britânico The X Factor. Esta apresentação foi recebida com opiniões mistas pela crítica e pelos fãs de ambos artistas, com muitos questionando o motivo da indumentária preta e simples dos cantores.
Uma regravação da canção intitulada "The Last Time (Taylor's Version)" foi inclusa no lançamento Red (Taylor's Version), lançado em Novembro de 2021 por Swift através da editora Republic.

## Antecedentes e lançamento

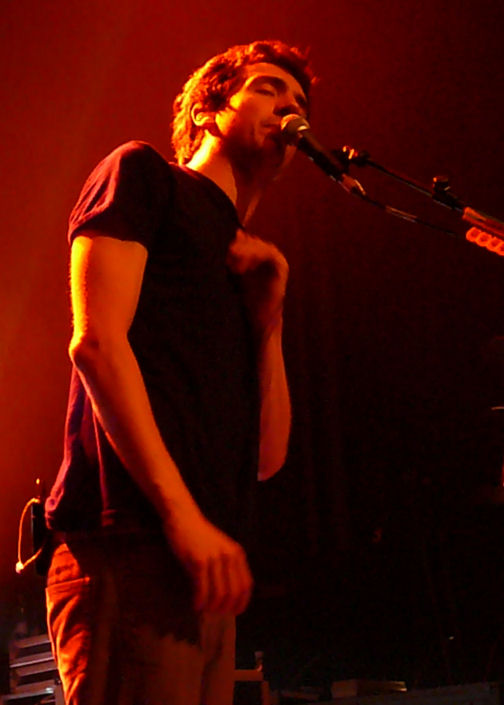
Após ter entrando em contacto com o cantor Gary Lightbody (imagem), vocalista da banda britânica Snow Patrol, para ajudá-la na composição de uma canção, ambos acabaram por compor "The Last Time", que acabou por se tornar num dueto.

A 13 de Agosto de 2012, Swift fez uma conversa ao vivo na internet para mais de 72 mil e 500 espectadores, na qual respondeu a questões feitas pelos fãs, fez uma estreia prévia do primeiro single do seu futuro trabalho de estúdio, "We Are Never Ever Getting Back Together" (2012), e anunciou que o título deste seria Red, bem como a data do lançamento norte-americano do mesmo. Não obstante, a cantora aproveitou a oportunidade para revelar ainda que naquele momento já havia composto mais de 30 canções para o álbum, das quais havia incluído apenas cerca de metade no projecto, e expressou que relacionamentos disfuncionais podem servir de inspiração.
Ao contrário do seu álbum anterior, Speak Now (2010), no qual compôs por conta própria todas as canções, Swift decidiu colaborar com uma vastidão de compositores e produtores musicais diferentes. Foi através dessa procura por colaboradores novos que a artista acabou se encontrando com o produtor irlandês Jacknife Lee, que é melhor conhecido pelos seus trabalhos para as bandas britânicas Snow Patrol e U2. Durante uma entrevista para a MTV News, a artista revelou que "o álbum é interessante porque cada canção apoia-se no seu próprio pé. É uma colcha remendada com sons distintos e emoções diferentes, e eu não acho que qualquer coisa neste disco soe como 'We Are Never Ever Getting Back Together'." A intenção de Swift ao trabalhar com Lee era de replicar a sonoridade das canções que ele havia produzido para as bandas anteriormente mencionadas. Consequentemente, a cantora acabou entrando em contacto com o cantor Gary Lightbody, que é o vocalista dos Snow Patrol, para ajudá-la na composição de uma canção. O resultado final dessa interação foi "The Last Time", que acabou se tornando num dueto.
"Os Snow Patrol são absolutamente fantásticos, eles conseguem simplesmente nos tocar bem fundo quando cantam sobre perda ou luto."
— Swift a expressar os seus sentimentos sobre o seu trabalho com Lightbody em entrevista à Billboard.
A partir de 24 de Setembro a 15 de Outubro, a cantora foi fazendo uma ante-estreia de algumas canções de Red a cada segunda-feira no programa de televisão Good Morning America. A 22 de Outubro, Swift interpretou ao vivo algumas músicas do álbum, e no dia seguinte, fez um concerto ao vivo no mesmo programa. De acordo com a intérprete, ela passou aproximadamente dois anos no processo de gravação, composição e arranjos para o projecto, cujo lançamento global ocorreu na manhã do dia 22 de Outubro de 2012. Nas versões padrão e deluxe de Red, "The Last Lime" aparece no alinhamento de faixas como a décima faixa, sucedendo "Stay Stay Stay" e antecedendo "Holy Ground". A capa do single foi divulgada a 13 de Outubro de 2013. A 19 de Outubro de 2013, foi adicionada à lista de reprodução da estação de rádio britânica BBC Radio 2, tendo causado um impacto na principais estações de contemporary hit radio do Reino Unido apenas a 4 de Novembro de 2013. De modo a promover as vendas da canção naquele país, Swift fez uma interpretação ao vivo de "The Last Time" durante um episódio da décima temporada do programa de televisão The X Factor na noite de 3 de Novembro de 2013. Na manhã seguinte, o tema começou a ser divulgado digitalmente como o sétimo e último single de Red.

## Estrutura musical e conteúdo

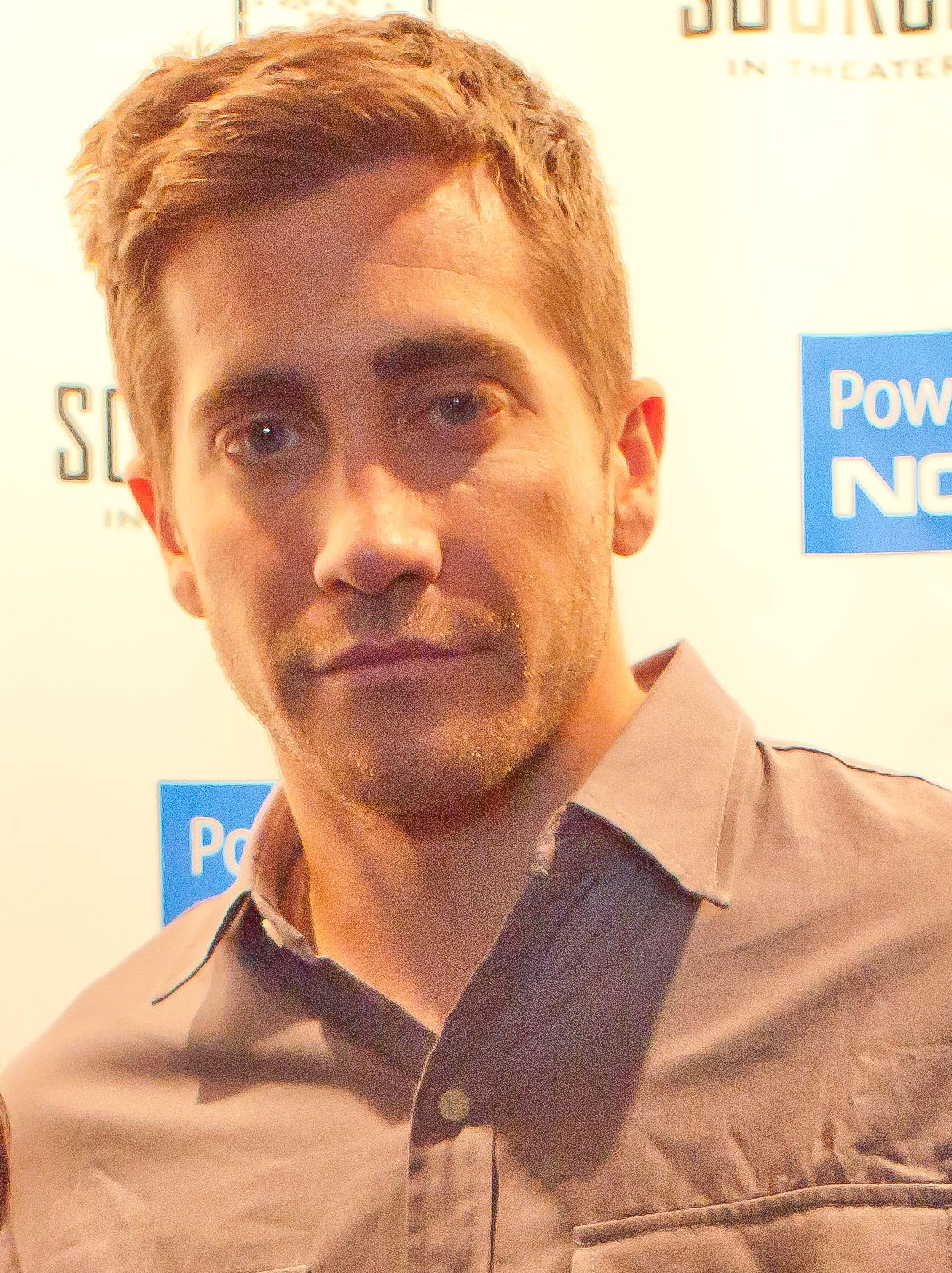
Vários membros da imprensa especularam que as letras de "The Last Time" abordam o relacionamento amoroso curto entre Swift e Jake Gyllenhaal (imagem) nos fins de 2010.

"The Last Time" é uma canção escrita por Taylor Swift, Gary Lightbody e Garret Lee. Musicalmente, é uma balada orquestral emotiva que deriva maioritariamente do género musical rock alternativo, à medida que vai incorporando elementos de música folk. A sua instrumentação, arranjada por Owen Pallett, consiste em instrumentos de cordas tais como o violoncelo, a viola e o violino, além do piano, o contrabaixo, a guitarra, o baixo e o teclado, estes últimos acrescentados por Lee, que ainda ficou a cargo da programação. Foi composta na tonalidade de Ré maior e tem um andamento que se desenvolve no metrónomo de 188 batimentos por minuto.
A sua letra conta a história de um relacionamento amoroso duradouro mas tumultuoso, à medida que vai descrevendo a mesma como com círculos viciosos de desentendimentos e perdões, em versos como "You find yourself at my door / Just like all those times before / You wear your best apology / But I was there to watch you leave". Logo após o lançamento de Red, vários críticos especularam que as letras de "The Last Time" fossem dirigidas ao actor norte-americano Jake Gyllenhaal, com quem Swift teve um envolvimento curto entre os fins de 2010 e meados de 2011. A jornalista Jesica Sager, do blogue PopCrush, achou que o tema melancólico de "The Last Time" fosse uma descrição do estado da cantora quando a relação terminou.
"A ideia foi baseada em uma experiência que tive com alguém que era um pouco não confiável. Você nunca sabe quando ele vai sair, quando ele vai voltar, mas ele sempre volta. O meu conceito para esta canção é, há um rapaz de joelhos sentado no chão do lado de fora de uma porta. E do outro lado da porta está a sua namorada, que continua a sair, e ele continua a aceitá-la de volta, mas depois sai de novo. Ele diz: 'Esta é a última vez que te faço isto'. E ela diz: 'Esta é a última vez que te peço isto: Não voltes a fazer isto.' E ela se questiona se o deve deixar entrar, e ele apenas quer que ela lhe dê uma nova chance, mas ela não sabe se ele vai quebrar o coração dela de novo. É uma emoção muito frágil com a qual se lida quando você quer amar alguém, mas você não sabe se isso é inteligente."
— Swift em entrevista à National Public Radio à respeito da ideia por detrás de "The Last Time".
Comentando sobre o verso "L.A. on your break", um repórter da coluna Vulture da New York Magazine achou que existe uma mensagem escondida, tendo escrito: "Quem tira uma pausa? Actores fazem pausas de filmes (Gyllenhaal, Taylor Lautner); músicos tiram pausas de digressões e gravações (John Mayer); estudantes do ensino secundário tiram pausas de Deerfield. Mas visto que Los Angeles não aparenta ser um local de férias [para] Kennedy, esta vai para a coluna de Gyllenhaal por causa das referências de térmimo de relacionamento transportadas aqui." Jane Wells, do portal CNBC, comentou que "praticamente quase todo o álbum é sobre Gyllenhaal", inclusive os temas "The Last Time", "Red", "All Too Well", e "We Are Never Ever Getting Back Together". Stephanie Marcus, do The Huffington Post, partilhou a mesma opinião à respeito da última canção.

## Recepção crítica
"Esta deve ser a faixa mais esquecida de Red — talvez por ela não a ter interpretado na Red Tour e não ter sido lançada como um single, talvez por ser uma das canções mais lentas do álbum, ou talvez porque a outra colaboração no disco seja com Ed Sheeran. Qualquer que seja o motivo, por tão fantásticas as vozes de Swift e Snow Patrol soem juntas, simplesmente não é uma faixa lá muito memorável."

— Taylor Weatherby, da revista Billboard, a comentar sobre "The Last Time" ao posicioná-la como a décima primeira melhor colaboração de Swift em 2017.
Joseph Atilano, do The Philippine Inquirer, descreveu a faixa como a mais madura do álbum e observou que "representa um tom mais obscuro" de Red. Ademais, comentou ainda que a canção "prova que [Swift] está pronta para o mundo do adult-pop" e mostra a criatividade artística da cantora. Além de ter caracterizado a obra como "obscuramente romântica" e "meio épica", Amy Sciarretto, para o blogue PopCrush, também elogiou a maturidade de Swift em "The Last Time", que ela achou que seria bem recebida nas estações de rádio adult contemporary. Randall Roberts, para o jornal The Los Angeles Times, ficou agradado pela sonoridade de balada do tema, escrevendo que a canção "foi bem produzida, emocional e apresenta um refrão bastante humilde." Billy Dukes, para o Taste of Country, foi mais crítico para com a obra, tendo achado que Lightbody dominou a faixa e Swift "tenta ser ouvida nos bastidores", tendo chamado "The Last Time" de "o único momento puro desnecessário" em Red.
Andrew Hampp, para a revista musical Billboard, afirmou que a produção de "The Last Time" é reminiscente à de "Set the Fire to the Third Bar" (2006), canção dos Snow Patrol também produzida por Lee. Stephanie Ochona, escrevendo para o Renowned for Sond, comentou que apesar de Red ter sido disponibilizado para comercialização desde Outubro de 2012, "os seus êxitos não param de ser lançados. ...'The Last Time' é um dueto terra-a-terra em comparação aos outros singles lançados por Swift do album até agora." Ochona declarou que a canção é a definição perfeita de um dueto, admitindo que ambos vocalistas têm uma representação balanceada na canção. A resenhista concluiu a sua análise atribuindo quatro estrelas e meia a partir de uma escala de cinco e afirmou que "The Last Time" irá manter qualquer fã de Swift satisfeito até que fosse lançado o single seguinte de Red.

## Promoção e divulgação

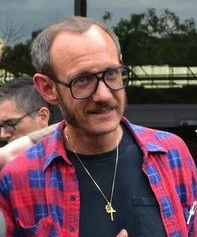
O vídeo musical de "The Last Time" foi dirigido por Terry Richardson.

O vídeo musical para "The Last Time", dirigido por Terry Richardson, estreou nos serviços Vevo e Youtube de Swift a 15 de Novembro de 2013, com a duração de 3 minutos e 48 segundos. Até 27 de Abril de 2016, já havia sido visualizado mais de 23 milhões de vezes. Similarmente ao teledisco da faixa-título de Red, este apresenta imagens de arquivo da paragem da Red Tour na cidade de Sacramento, California a 27 de Agosto de 2013, apresentação que marcou a primeira vez que Lightbody e Swift fizeram uma interpretação conjunta do tema. O vídeo se inicia mostrando Lightbody sendo erguido até ao palco e Swift chegando até ele vindo dos bastidores. Sentados com as suas costas viradas uma para a outra, eles começam a cantar. O vídeo é intercalado com cenas de fãs, bastante animados, exibindo pôsteres desenhados manualmente por si mesmos para as câmaras.
A 3 de Novembro de 2015, em Londres, usando roupa preta, Swift e Lightbody fizeram uma interpretação ao vivo de "The Last Time" em um episódio da décima temporada do programa de televisão britânico The X Factor, de modo a promover as vendas do single no Reino Unido, marcando assim a primeira aparição de Lightbody no palco daquele programa de televisão. A apresentação no programa foi recebida com opiniões negativas pela crítica, bem como por fãs dos artistas, com alguns questionando o motivo da roupa preta e outros abordando a falta de química entre os cantores. Um repórter do Hollywood Life achou que os artistas escolheram aquela indumentária de modo a não desviar a atenção da decoração no pano de fundo do palco, que consistia em árvores sombrias e gelo seco, "fazendo o palco assemelhar-se a um país das maravilhas caprichoso", enquanto um outro repórter do blogue Entertainment Wise comentou que os intérpretes preferiram vestir algo discreto devido à apresentação controversa de Lady Gaga na semana anterior. Jodi Jill, jornalista do portal AXS, opinou que embora lamentasse que os artistas estivessem a ser assediados nas redes sociais, concordou que a indumentária era reminiscente à mesma usada para funerais e declarou que espera que da próxima vez, Swift venha com roupas coloridas e mais animação.
Todavia, nem todos os comentários foram negativos. Owen Tonks, repórter do tabloide britânico Mirror, escreveu que Swift não desapontou, deixando pouco a desejar com o seu vestuário que cobriu o corpo por completo de modo a atrair a atenção dos telespectadores, uma opinião partilhada pela personalidade Perez Hilton, que ainda demonstrou apreço pela apresentação. Um jornalista do periódico britânico Daily Mail comparou o vestuário da artista ao da personagem interpretada pela actriz Audrey Hepburn no filme musical Funny Face (1957).

## Créditos e pessoal
Os seguintes créditos foram adaptados do encarte do álbum Red e do portal Allmusic:
Locais de gravação
- Gravada no estúdio Topanga Cyn em Los Angeles, Califórnia;
- Gravada no estúdio The Village em Los Angeles, Califórnia;
- Misturada no estúdio The Mixsuite LA em Los Angeles, Califórnia;
- Masterizada no estúdio MasterMix em Nashville, Tennessee.

Pessoal
| - Peggy Baldwin — violoncelo - Brett Banducci — viola - Sam Bell — gravação vocal - Matt Bishop — gravação vocal, edição - Daphne Chen — violino - Lauren Chipman — viola - Marcia Dickstein — harpa - Richard Dodd — violoncelo - Eric Gorfain — maestro, violino - Matty Green — assistência de mistura - Gina Kronstadt — violino | - John Krovoza — violoncelo - Marisa Kuney — violino - Garret "Jacknife" Lee — baixo, composição, gravação vocal, guitarra, teclado, produção e arranjos, programação - Gary Lightbody — composição - Jamie Muhoberac — piano - Neli Nikolaeva — violino - Chris Owens — assistência de gravação vocal - Owen Pallett — condução da orquestra - Radu Pieptea — violino | - Simeon Pillich — contra-baixo - Wes Precourt — violino - Bill Rieflin — bateria - Mark "Spike" Stent — mistura - Taylor Swift — composição - Jeff Takiguchi — contra-baixo - JoAnn Tominaga — coordenação de produção - Amy Wickman — violino - Hank Williams — masterização - Rodney Wirtz — viola |

## Desempenho nas tabelas musicais
Aquando do lançamento inicial de Red na América do Norte, "The Last Time" fez a sua estreia no número três da extensão de 25 canções da tabela musical oficial de canções dos Estados Unidos, e ainda na do Canadá na posição 73. Após ter sido divulgada como um single no Reino Unido, alcançou sucesso moderado em outros territórios europeus, tal como a Irlanda, onde atingiu o seu pico na décima quinta colocação da tabela oficial de singles, e ainda a Escócia, onde se posicionou no número vinte da tabela de singles publicada pela Official Charts Company (OCC).
| País — Tabela musical (2012/13)                             | Posição de pico |
| ----------------------------------------------------------- | --------------- |
| Bélgica (Flandres) — Top 50 Singles (Ultratop)              | 14              |
| Canadá — Hot 100 (Billboard)                                | 73              |
| Escócia — Singles Sales Chart Top 100 (OCC)                 | 20              |
| Estados Unidos — Bubbling Under Hot 100 Singles (Billboard) | 3               |
| Irlanda — Singles Chart (IRMA)                              | 15              |
| Reino Unido — Singles Chart Top 100 (OCC)                   | 25              |

## "The Last Time (Taylor's Version)"
Após uma disputa com a Big Machine sobre os direitos das gravações master dos primeiros seis álbuns de estúdio de Swift, Swift decidiu regravar todo o álbum Red e o lançou como Red (Taylor's Version) sob distribuição da editora Republic a 11 de Novembro de 2021. A regravação de "The Last Time" foi intitulada "The Last Time (Taylor's Version)". Lightbody e Lee contribuíram para a regravação com vocais e produção, respectivamente. Os vocais de Swift foram gravados por Christopher Rowe em 2021 no estúdio Kitty Committee na cidade de Belfast, e por Lee e Matt Bishop no estúdio The Garage na cidade californiana de Topanga. Bishop foi também responsável pela edição, enquanto Serban Ghenea lidou com a mistura nos estúdios MixStar em Virginia Beach, Califórnia e Randy Merill tratou da masterização nos estúdios Sterling Sound em Edgewater, Nova Jérsia. Esta versão também foi composta na tonalidade de Ré maior porém, tem um andamento que se desenvolve no metrónomo de 94 batimentos por minuto.
Em uma crítica de Red (Taylor's Version) para o jornal USA Today, Melissa Ruggieri considerou "The Last Time (Taylor's Version)" uma das canções mais bonitas do álbum, elogiando sua "beleza silenciosa."

### Créditos e pessoal
Os seguintes créditos foram adaptados do encarte do álbum Red (Taylor's Version):
Locais de gravação
- Gravada no estúdio Kitty Committee em Belfast, Irlanda do Norte;
- Gravada no estúdio The Garage em Topanga, Califórnia;
- Misturada no estúdio MixStar em Virginia Beach, Califórnia;
- Masterizada no estúdio Sterling Sound em Edgewater, Nova Jérsia.

Pessoal
- Taylor Swift — vocais, composição
- Gary Lightbody — vocais, composição, guitarra
- Jacknife Lee — produção e arranjos, composição, engenharia acústica, programação, baixo, teclado, piano, guitarra
- Matt Bishop — engenharia acústica, editor, bateria
- Christopher Rowe — engenharia vocal
- John Hanes — engenharia acústica
- Bryce Bordone — assistência de mistura
- Serban Ghenea — mistura
- Davide Rossi — violoncelo, viola, violino, arranjo de cordas
- Owen Pallett — arranjo de cordas
- Randy Merill — masterização

### Desempenho nas tabelas musicais
A regravação conseguiu alcançar desempenho comercial moderado, atingindo o seu  pico dentro das cinquenta e sessenta melhores posições das tabelas musicais de canções no Canadá e Estados Unidos. Na Billboard Global 200, uma tabela musical que classifica as músicas mais populares do mundo, alcançou um máximo de 61.
| País — Tabela musical (2021)         | Posição de pico |
| ------------------------------------ | --------------- |
| Canadá — Hot 100 (Billboard)         | 53              |
| Mundo — Global 200 (Billboard)       | 61              |
| Estados Unidos — Hot 100 (Billboard) | 66              |
| Reino Unido — Audio Streaming (OCC)  | 91              |